# 卡洛·图尔卡托
卡洛·图尔卡托（義大利語：Carlo Turcato，1921年9月22日—2017年6月2日），意大利击剑运动员。他曾代表意大利参加1948年夏季奥林匹克运动会击剑比赛，结果获得男子团体佩剑项目的银牌。